# 南部義堯
南部 義堯 / 八戸 義堯（なんぶ よしたか / はちのへ よしたか）は、江戸時代の武士。陸奥国盛岡藩家老。遠野領主。遠野南部家（根城南部家、八戸氏）9代当主（30代当主）。

## 略歴
寛政6年（1794年）10月26日、遠野南部家（根城南部家、八戸氏）嫡男八戸義応の子として、陸奥国盛岡城内遠野屋敷に生まれた。幼名は「富吉」。母は楢山氏（松樹院）。
父義応は、27代八戸家当主信彦の五男として宝暦10年（1761年）9月9日に生まれた。祖父信彦は、延享2年（1745年）に盛岡城内にある上屋敷火災の不始末を咎められて隠居しており、分家附馬牛八戸家からの養子義顔が28代当主となっていた。
天明6年（1786年）3月、遠野南部家の本来の血筋を当主に迎えたい家中の意向で、義応が義顔の子で29代当主怡顔の養嫡子となる。寛政7年（1795年）8月15日、義応が家督を継ぐ前に死去。生後間もなく父を失った富吉は、母松樹院の手で養育される。
文化6年（1809年）元服し「義堯」と名乗る。家中には7歳年上の怡顔の実子義恭がおり、両者で家督を巡って争う。文化14年（1817年）10月6日に怡顔が嫡子を藩に届けないまま死去し、母松樹院の甥で家老見習いの楢山隆福の協力で、怡顔の死を伏せて義堯を嫡子と届け出て、11月に藩主利敬に家督相続を許された。
家督相続後に、家督を争った義恭派の家臣には処罰があった。義恭（継昌）は、文政7年（1824年）南部（北）継處の末期養子となって家督を相続している。
文政元年（1818年）10月6日、盛岡藩主南部家の家格が上がったことから、家中の重臣五家（八戸家、北家、南家、中野家、東家）の当主、嫡男、嫡孫まで南部の称号を許され「南部弥六郎」と名乗る。
文政3年（1820年）6月に藩主利敬が死去し、利敬の養子利用（吉次郎）が藩主となると側近政治の藩政が刷新され、義堯等門閥の重臣が家老となった。8月、江戸藩邸で利用（吉次郎）が将軍御目見え前に急死する事態となり、重臣たちで協議の上、身代わりの藩主利用（善太郎）を立てた。11月15日、新藩主利用の供をして江戸城で将軍徳川家斉と拝謁した。
文政8年（1825年）9月24日、藩主利用が死去し、12月1日、新藩主利済の供をして江戸城で将軍徳川家斉に拝謁する。
文政12年（1829年）秋より体調を崩し、文政13年（1830年）5月3日死去。享年37。